# Park im. Józefa Polińskiego w Warszawie
Park im. Józefa Polińskiego – park w dzielnicy Praga-Południe w Warszawie.

## Opis
Park powstał w 1962 w miejscu ogródków działkowych i nosił nazwę park Szaserów. Obecna nazwa została nadana w 2000.
Park jest zlokalizowany w kwartale ulic: Garwolińskiej, Szaserów, Kobielskiej oraz drogi wewnętrznej łączącej ul. Szaserów z Prochową. W XIX wieku wzniesiono tu Fort XIA Twierdzy Warszawa, nazywany Grochów Mały, którego ostatnie ślady zostały zatarte w 1957 przy budowie okolicznych osiedli mieszkaniowych.
Wśród obiektów na terenie parku znajdują się sztuczna górka, boisko piłkarskie, plac zabaw, a także pomnik-obelisk Józefa Polińskiego.
W latach 2015 i 2016 park przeszedł kompleksową rewitalizację, w ramach której został ogrodzony, wybudowano wybieg dla psów, nowoczesny plac zabaw oraz fontannę, wycięto część drzew oraz wykonano nowe nasadzenia. Powstały również dwa pawilony: wystawowy oraz kawiarniany.
W 2017 w parku odsłonięto popiersia Macieja Sulkiewicza, który walczył o niepodległość Azerbejdżanu, i Veli bej Jedigara, żołnierza Armii Krajowej. Upamiętnienia ufundował rząd Azerbejdżanu.